# ويليام جونسون (لاعب كريكت بريطاني)
ويليام جونسون (7 أكتوبر 1962 في ألمانيا - ) (بالإنجليزية: William Johnson)‏ هو لاعب كريكت بريطاني. لعب مع Wiltshire County Cricket Club ‏.